# Wild World (álbum)
Wild World é um álbum de estúdio da banda britânica Bastille, lançado em 09 de setembro de 2016 pela gravadora Virgin Records no Reino Unido. O álbum foi co-produzido por Mark Crew. "Good Grief" foi lançada como primeiro single em 16 de Junho de 2016. Wild World o primeiro álbum do Bastille lançado sem o baterista Chris 'Woody' Wood, que foi substituído pelo ex-baterista do Devo David Kendrick.

## Lista de faixas
Em 15 de agosto de 2016, Bastille usou o aplicativo Snapchat para revelar os nomes das 19 faixas da Edição Completa do álbum via filtros do Snapchat de diferentes locais importantes no mundo.
Todas as faixas foram escritas por Dan Smith e Mark Crew.

### Wild World
| Versão Padrão |                                          |         |  |
| N.º           | Título                                   | Duração |  |
| 1.            | "Good Grief"                             | 3:26    |  |
| 2.            | "The Currents"                           | 3:24    |  |
| 3.            | "An Act Of Kindness"                     | 3:28    |  |
| 4.            | "Warmth"                                 | 3:49    |  |
| 5.            | "Glory"                                  | 4:41    |  |
| 6.            | "Power"                                  | 3:29    |  |
| 7.            | "Two Evils"                              | 2:46    |  |
| 8.            | "Send Them Off!"                         | 3:20    |  |
| 9.            | "Lethargy"                               | 3:24    |  |
| 10.           | "Four Walls (The Ballad of Perry Smith)" | 4:12    |  |
| 11.           | "Blame"                                  | 2:55    |  |
| 12.           | "Fake It"                                | 4:04    |  |
| 13.           | "Snakes"                                 | 3:17    |  |
| 14.           | "Winter Of Our Youth"                    | 3:23    |  |

| Edição Completa |                |         |  |
| N.º             | Título         | Duração |  |
| 15.             | "Way Beyond"   | 3:19    |  |
| 16.             | "Oil On Water" | 2:58    |  |
| 17.             | "Campus"       | 3:03    |  |
| 18.             | "Shame"        | 3:30    |  |
| 19.             | "The Anchor"   | 3:24    |  |

| Edição Exclusiva Target |                                    |         |  |
| N.º                     | Título                             | Duração |  |
| 19.                     | "Final Hour"                       | 3:09    |  |
| 21.                     | "Send Them Off!" (Bunker Sessions) | 3:17    |  |